# سباق الزلاجات الصدرية

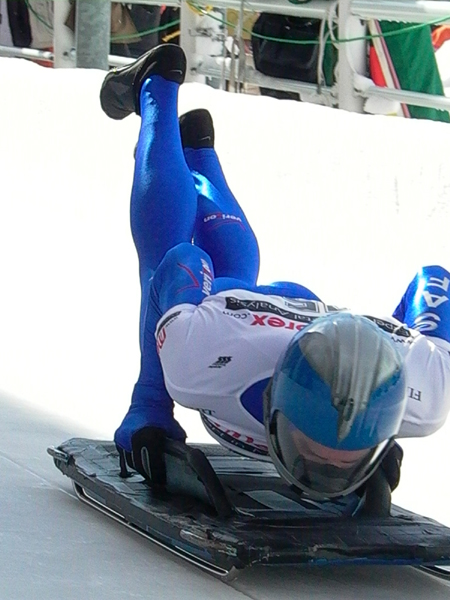
متزلج على صدره

سباق الزلاجات الصدرية (بالإنجليزية: Skeleton)‏: رياضة شتوية وواحدة من المسابقات الرئيسية في الألعاب الأولمبية الشتوية. فيها، يقود الرياضي زلاجة صغيرة من على منحدر جليد منبطحا؛ على خلاف سباق الزلاجات الظهرية، تبلغ سرعة الزلاجة في هذه اللعبة عادة مئة وثلاثين كيلومترا في الساعة—أي أقل سرعة سباق الزلاجات الظهرية.
يرجع نشوء اللعبة إلى سويسرا في عام 1884، فيما دخلت اللعبة في الألعاب الأولمبية الشتوية في دورتها الثانية عام 1928.
يطول المضمار المنحدر ألفا ومئتي متر فيسمح للمتسابق بالركض قبل وضعه الزلاجة على الجليد لمسافة خمسة وعشرين إلى أربعين مترا. بعد وضع الزلاجة على الجليد، يتحكم المتسابق باتجاه حركة الزلاجة مع حركة الجسم.